# Verbascum cephalariense
Verbascum cephalariense är en flenörtsväxtart som beskrevs av Hub-mor. och K. H.Rechinger. Verbascum cephalariense ingår i släktet kungsljus, och familjen flenörtsväxter. Inga underarter finns listade i Catalogue of Life.